# Cadenza on the Night Plain
Cadenza on the Night Plain je studiové album amerického smyčcového kvarteta Kronos Quartet. Vyšlo v roce 1985, kdy jej vydala společnost Gramavision Records. Obsahuje hudbu, kterou pro kvartet složil Terry Riley. Kronos kompozici při koncertech hrál již od roku 1984 a v programu zůstala až do devadesátých let. Jde o první z řady děl, která Riley pro Kronos složil.

## Seznam skladeb
Autorem všech skladeb je Terry Riley.
1. Sunrise of the Planetary Dream Collector – 10:25
2. G-Song – 11:11
3. Mythic Birds Waltz – 16:13
4. Cadenza on the Night Plain – 37:10

## Obsazení
- David Harrington – housle
- John Sherba – housle
- Hank Dutt – viola
- Joan Jeanrenaud – violoncello